# Agide I
Àgide I (in greco antico: Ἆγις?, Aghis, in latino: Agis -ĭdis; ... – X secolo a.C.) è stato il secondo mitico re di Sparta, eponimo della dinastia Agiade.

## Biografia
La sua figura è leggendaria. Secondo Pausania, era figlio di Euristene e capostipite della dinastia degli Agiadi, che avrebbe governato Sparta con gli Euripontidi. Secondo Erodoto, discendeva da Aristodemo, Aristomaco, Cleodeo, Illo ed era sesto discendente da Eracle: la sua genealogia è più mitologica che storica.
Visse intorno al 1000 a.C. e gli si attribuisce la sottomissione degli altri abitanti della Laconia.